# Clima da Albânia

Tipos climáticos na Albânia

A Albânia, situada na Península Balcânica, possui uma diversidade climática influenciada pela sua localização geográfica e pela presença do Mar Adriático e do Mar Jônico. O clima albanês é predominantemente mediterrâneo, mas também apresenta características de clima continental e de montanha em diferentes regiões do país. Essa variedade climática é resultado da topografia montanhosa, da proximidade com o mar e da influência de massas de ar provenientes do continente europeu.

## Características
O clima mediterrâneo prevalece nas regiões costeiras do país, caracterizando-se por verões quentes e secos e invernos suaves e chuvosos. As temperaturas médias durante o verão variam entre 24°C e 30°C, enquanto no inverno variam entre 7°C e 12°C. A pluviosidade é mais concentrada nos meses de inverno, com chuvas frequentes entre novembro e março.
Nas regiões montanhosas do interior, o clima tende a ser mais continental, com invernos rigorosos e verões mais amenos. As temperaturas no inverno podem cair abaixo de zero, especialmente nas áreas mais elevadas, onde a neve é comum durante essa estação. Os verões nessas regiões são mais frescos em comparação com as áreas costeiras, com temperaturas médias variando entre 18°C e 25°C.

## Influência das Montanhas
A presença das montanhas desempenha um papel significativo na distribuição das precipitações e nas variações climáticas em toda a Albânia. As cadeias montanhosas, como os Alpes Albaneses e os Montes Ceraunianos, atuam como barreiras naturais, impedindo a passagem de massas de ar úmidas do mar para o interior do país. Isso resulta em uma clara divisão entre as áreas úmidas da costa e as regiões mais secas do interior.

## Variações Regionais
As diferentes regiões da Albânia experimentam variações climáticas devido à sua topografia diversificada. Enquanto o litoral desfruta de um clima predominantemente mediterrâneo, com invernos suaves e verões quentes, as áreas montanhosas do norte e do leste do país têm um clima mais continental, com invernos frios e nevados e verões frescos.

## Precipitação e Região Central
A região central da Albânia, que inclui a capital Tirana, recebe uma quantidade intermediária de precipitação ao longo do ano. Os meses mais chuvosos são geralmente de novembro a janeiro, enquanto os meses de verão são mais secos. No entanto, mesmo durante os meses de verão, as chuvas ocasionais podem ocorrer, especialmente nas áreas montanhosas.